# Santa Cruz de la Sierra

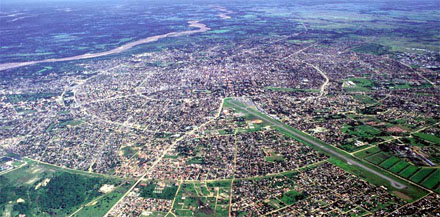
Vista de Santa Cruz

Santa Cruz de la Sierra, o simplement Santa Cruz, és capital del departament de Santa Cruz de Bolívia i amb 1.528.683 habitants (2006), és la ciutat més poblada del país.
Va ser fundada el 26 de febrer de 1561 pel conqueridor extremeny Ñuflo de Chávez. Ha tingut un creixement molt accelerat des de la dècada de 1950.
Està situada al marge dret del riu Piraí, part de la conca amazònica. Ocupa una superfície de 567 km² i està a 416 m d'altitud.
La ciutat forma part del municipi homònim i és l'epicentre de l'àrea metropolitana de Santa Cruz de la Sierra, que és actualment el nucli urbà més poblat de Bolívia, amb una població estimada de més de 3,8 milions d'habitants el 2022.
És considerada com a motor econòmic del país, sent una de les principals ciutats d'inversió nacional i internacional, també compta amb la presència de nombroses empreses i corporacions internacionals.

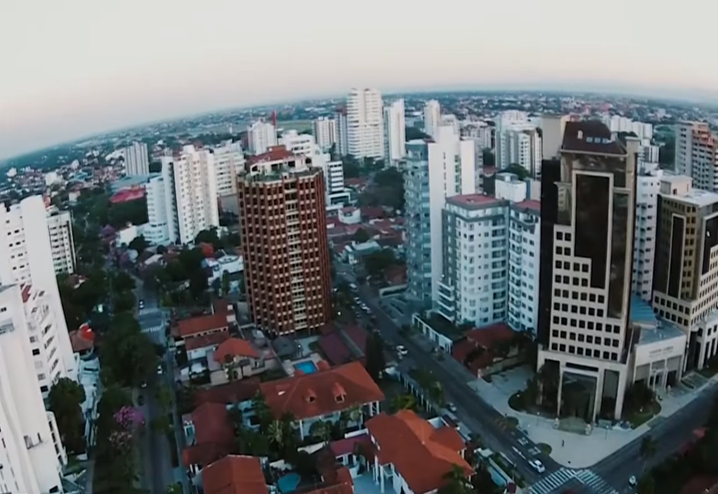
Edificis de Santa Cruz de la Sierra

## Clima

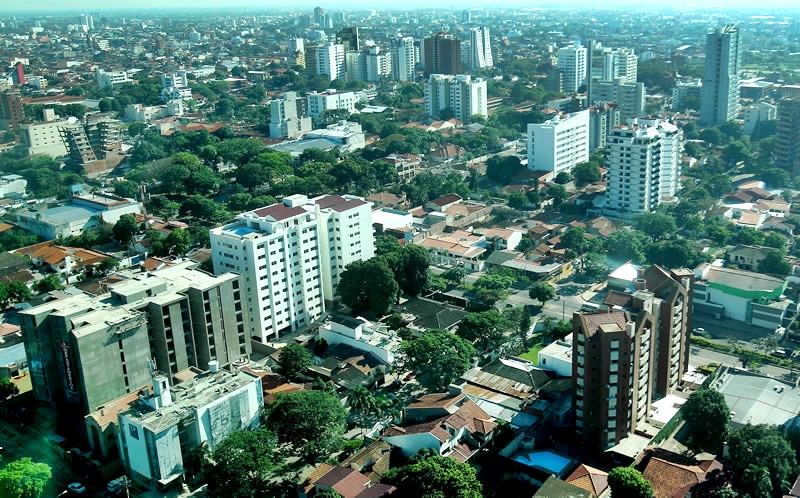
Skyline zona Sur

És tropical de sabana però està afectat per vents que porten temperatures baixes.
| Primavera               | Estiu                    | Tardor                  | Hivern                 |
| ----------------------- | ------------------------ | ----------------------- | ---------------------- |
| 18 °C– 33 °C 64°F–91 °F | 22 °C–38 °C 72 °F–100 °F | 20 °C–30 °C 68 °F–86 °F | 8 °C–29 °C 46 °F–84 °F |
| 21 Sep - 20 Des         | 21 Des - 20 Mar          | 21 Mar - 20 Jun         | 21 Jun - 20 Sep        |